# Hans Bjørnstad
Hans Bjørnstad (né le 18 mars 1928 et mort le 24 mai 2007) est un ancien sauteur à ski norvégien.

## Palmarès

### Championnats du monde
| Épreuve / Édition | Lake Placid 1950 |
| Individuel        | Or               |